# Liste der niedersächsischen Orden und Ehrenzeichen
Diese Liste der niedersächsischen Orden und Ehrenzeichen beinhaltet alle vom Land Niedersachsen sowie von seinen Vorgängerstaaten verliehenen Orden und Ehrenzeichen.

## Land Niedersachsen
- Niedersächsische Rettungsmedaille (1953)
- Niedersächsische Landesmedaille (1956)
- Niedersächsischer Verdienstorden (1961)
- Verdienstmedaille für vorbildliche Verdienste um den Nächsten (1984)
- Ehrenzeichen für Verdienste im Feuerlöschwesen
- Gedenkmedaille aus Anlass der Sturmflutkatastrophe 1962 (1962)
- Gedenkmedaille aus Anlass der Waldbrandkatastrophe im August 1975 (1975)
- Niedersächsische Sportmedaille (1984)
- Hochwasser-Medaille 2002 (Niedersachsen) (2002)
- Hochwasser-Medaille 2013 des Landes Niedersachsen (2013)
- Niedersächsische Umweltnadel
- Hochwasser-Ehrennadel 2023 mit Bandschnalle

## Königreich Hannover
- Guelphen-Orden (1815)
- Guelphen-Ordens-Medaille (1815)
- Waterloo-Medaille (1817)
- Verdienstmedaille (1831)
- Wilhelms-Kreuz (1837)
- Wilhelms-Medaille (1837)
- St. Georgs-Orden (1839)
- Erinnerungsmedaille an das 50-jährige Militärjubiläum (1840)
- Kriegsdenkmünze 1813 (Hannover) (1841)
- Kriegsdenkmünze 1814 (Hannover) (1841)
- Allgemeines Ehrenzeichen (1841)
- Goldene Ehrenmedaille für Kunst und Wissenschaft (1843)
- Ernst-August-Kreuz (1845)
- Verdienstmedaille für Rettung aus Gefahr (1845)
- Ernst-August-Orden (1865)
- Langensalza-Medaille (1866)
- Namenszug mit Diamanten

Für die nach 1866 in der Provinz Hannover verliehenen Orden und Ehrenzeichen siehe Liste der preußischen Orden und Ehrenzeichen.

## Großherzogtum Oldenburg
- Zivilverdienstmedaille (1814)
- Kriegsdenkmünze für den Feldzug 1815 (1816)
- Oldenburgischer Haus- und Verdienstorden des Herzogs Peter Friedrich Ludwig (1838)
- Dienstauszeichnungskreuz in Gold für 25 Dienstjahre der Offiziere (1838–1867)
- Dienstauszeichnungskreuz in Silber für 25 Dienstjahre vom Feldwebel abwärts (1838–1867)
- Dienstauszeichnungen für 18, 12 oder 9 Dienstjahre (1847)
- Verdienstmedaille für Rettung aus Gefahr (Oldenburg) (1848)
- Medaille zur Erinnerung an Großherzog Paul Friedrich August (1853)
- Erinnerungsmedaille an den Feldzug 1866 (1866)
- Erinnerungsmedaille 1870/71 (1871)
- Verdienstkreuz für Aufopferung und Pflichttreue in Kriegszeiten (1871)
- Medaille für Verdienste um die Kunst (1878)
- Erinnerungsmedaille für die Veteranen 1848 und 1849 (1898)
- Kriegervereins-Verdienstkreuz (1902)
- Medaille für Treue in der Arbeit (1904)
- Medaille für Verdienste in der Feuerwehr (1904)
- Rote Kreuz-Medaille (1908)
- Gendarmendienstauszeichnung für 18, 12 oder 9 Dienstjahre (1913)
- Friedrich-August-Kreuz (1914)
- Kriegsverdienstmedaille 1916–1918

## Herzogtum Braunschweig
- Waterloo-Medaille (1818)
- Ehrenkreuz für 1809 (1824)
- Peninsula-Medaille (1824)
- Zivil-Verdienst-Medaille für 1815 (1827)
- Dienstehrenzeichen (1827/1833)
- Orden Heinrichs des Löwen (1834)
- Rettungsmedaille (1836)
- Militär-Verdienstkreuz von 1879
- Landwehrdienstauszeichnung (1879)
- Feuerwehrdienstauszeichnung (1887)
- Erinnerungsmedaille für 1848–1849 (1891)
- Dienstzeichen (1903)
- Verdienstzeichen für Kunst und Wissenschaft (1908)
- Frauenverdienstkreuz (1912)
- Feuerwehr-Verdienstmedaille (1912)
- Militär-Verdienstkreuz von 1914
- Kriegsverdienstkreuz (1914)
- Kriegsverdienstkreuz für Frauen und Jungfrauen (1917)
- Bewährungsabzeichen (1918)

## Freistaat Schaumburg-Lippe
- Feuerwehr-Ehrenzeichen (1924)